# La Hurault
Construit par ordre du marquis de Vaudreuil, La Hurault est un navire corsaire destiné à défendre la Nouvelle-France lors de la guerre de Sept Ans. Il fut lancé sur le lac Ontario en 1755 lors de la déclaration de guerre officielle entre la Grande-Bretagne et la France. Il était muni de 12 canons. 